# Australia na Zimowych Igrzyskach Olimpijskich 1994
Australię na Zimowych Igrzyskach Olimpijskich 1994 reprezentowało 25 sportowców. Chorążym ekipy była Kirstie Marshall.

## Medale
| Medal | Zawodnik                                                      | Dyscyplina sportowa | Konkurencja                 |
| ----- | ------------------------------------------------------------- | ------------------- | --------------------------- |
| Brąz  | Steven Bradbury Kieran Hansen Andrew Murtha Richard Nizielski | Short track         | sztafeta na 5000 m mężczyzn |

## Skład kadry

### Biathlon
Kobiety
| Zawodnik               | Konkurencja    | czas biegu | Kary | Łączny czas | Pozycja |
| ---------------------- | -------------- | ---------- | ---- | ----------- | ------- |
| Kerryn Pethybridge-Rim | Bieg na 7,5 km | 27:32,3    | 2    | 27:32,3     | 21.     |
| Sandra Paintin         | Bieg na 7,5 km | 28:31,1    | 1    | 28:31,1     | 40.     |
| Kerryn Pethybridge-Rim | Bieg na 15 km  | 52:10,1    | 2:00 | 54:10,1     | 8.      |
| Sandra Paintin         | Bieg na 15 km  | 54:21,7    | 7:00 | 1:01:21,7   | 64.     |

### Biegi narciarskie
Mężczyźni
| Zawodnik      | Konkurencja   | czas      | Pozycja |
| ------------- | ------------- | --------- | ------- |
| Anthony Evans | Bieg na 10 km | 27:09,9   | 51.     |
| Mark Gray     | Bieg na 10 km | 27:54,0   | 67.     |
| Mark Gray     | Bieg na 30 km | 1:24:49,9 | 61.     |
| Anthony Evans | Bieg na 50 km | 2:22:05,2 | 47.     |
| Mark Gray     | Bieg na 50 km | 2:28:51,6 | 59.     |
| Anthony Evans | Bieg łączony  | 44:02,9   | 66.     |
| Mark Gray     | Bieg łączony  | 45:41,1   | 66.     |

### Bobsleje
Mężczyźni
| Osada | Zawodnik                                                | Konkurencja | Ślizg 1 | Ślizg 2 | Ślizg 3 | Ślizg 4 | Łącznie | Pozycja |
| ----- | ------------------------------------------------------- | ----------- | ------- | ------- | ------- | ------- | ------- | ------- |
| AUS-I | Justin McDonald Glenn Carroll                           | Dwójki      | 54,03   | 53,96   | 54,21   | 54,27   | 3:36,47 | 25.     |
| AUS-I | Justin McDonald Adam Barclay Scott Walker Glenn Carroll | Czwórki     | 52,48   | 52,67   | 52,85   | 53,02   | 3:31,02 | 20.     |

### Łyżwiarstwo figurowe
| Zawodnik                           | Konkurencja   | Nota | Pozycja |
| ---------------------------------- | ------------- | ---- | ------- |
| Stephen Carr                       | Soliści       | 28,0 | 18.     |
| Danielle Carr-McGrath Stephen Carr | Pary sportowe | 16,0 | 11.     |

### Łyżwiarstwo szybkie
Mężczyźni
| Zawodnik           | Konkurencja    | Konkurencja    | Konkurencja    | Konkurencja    | Konkurencja    | Konkurencja    |
| Zawodnik           | Bieg na 1000 m | Bieg na 1000 m | Bieg na 1500 m | Bieg na 1500 m | Bieg na 5000 m | Bieg na 5000 m |
| Zawodnik           | Czas           | Miejsce        | Czas           | Miejsce        | Czas           | Miejsce        |
| ------------------ | -------------- | -------------- | -------------- | -------------- | -------------- | -------------- |
| Phillip Tahmindjis | 1:16,29        | 37.            | 1:57,59        | 36.            |                |                |
| Danny Kah          |                |                | 1:56,04        | 25.            | 7:00,02        | 25.            |

### Narciarstwo alpejskie
Mężczyźni
| Zawodnik       | Konkurencja | Konkurencja | Konkurencja       | Konkurencja                 | Konkurencja                 | Konkurencja                 |
| Zawodnik       | Supergigant | Supergigant | Slalom gigant     | Slalom gigant               | Slalom gigant               | Slalom gigant               |
| Zawodnik       | Czas        | Pozycja     | Czas 1. przejazdu | Czas 2. przejazdu           | Czas łączny                 | Pozycja                     |
| -------------- | ----------- | ----------- | ----------------- | --------------------------- | --------------------------- | --------------------------- |
| Anthony Huguet | 1:37,44     | 37.         | 1:33,60           | Nie ukończył 2-go przejazdu | Nie ukończył 2-go przejazdu | Nie ukończył 2-go przejazdu |

Kobiety
| Zawodniczka   | Konkurencja       | Konkurencja       | Konkurencja   | Konkurencja   | Konkurencja       | Konkurencja       | Konkurencja      | Konkurencja      | Konkurencja | Konkurencja                          | Konkurencja                          | Konkurencja                          |
| Zawodniczka   | Slalom gigant     | Slalom gigant     | Slalom gigant | Slalom gigant | Slalom specjalny  | Slalom specjalny  | Slalom specjalny | Slalom specjalny | Kombinacja  | Kombinacja                           | Kombinacja                           | Kombinacja                           |
| Zawodniczka   | Czas 1. przejazdu | Czas 2. przejazdu | Czas łączny   | Pozycja       | Czas 1. przejazdu | Czas 2. przejazdu | Czas łączny      | Pozycja          | Zjazd       | Slalom                               | Łączny czas                          | Pozycja                              |
| ------------- | ----------------- | ----------------- | ------------- | ------------- | ----------------- | ----------------- | ---------------- | ---------------- | ----------- | ------------------------------------ | ------------------------------------ | ------------------------------------ |
| Zali Steggall | 1:28,68           | 1:17,46           | 2:46,14       | 24.           | 1:03,16           | 59,88             | 2:03,04          | 22.              | 1:33,46     | Nie ukończyła 2-go przejazdu slalomu | Nie ukończyła 2-go przejazdu slalomu | Nie ukończyła 2-go przejazdu slalomu |

### Narciarstwo dowolne
Mężczyźni
| Adrian Costa | Jazda po muldach | 25,46 | 7.  | 23,38         | 14.           |
| Nick Cleaver | Jazda po muldach | 24,34 | 15. | 23,02         | 16.           |
| Paul Costa   | Jazda po muldach | 22,20 | 26. | Nie awansował | Nie awansował |

Kobiety
| Kirstie Marshall | Skoki akrobatyczne | 77,14 | 88,98 | 166,12 | 1.  | 79,89          | 70,87          | 150,76         | 6.             |
| Jacqui Cooper    | Skoki akrobatyczne | 61,23 | 78,44 | 139,67 | 16. | Nie awansowała | Nie awansowała | Nie awansowała | Nie awansowała |

### Saneczkarstwo
Mężczyźni
| Zawodnik    | Konkurencja | Ślizg 1 | Ślizg 2 | Ślizg 3 | Ślizg 4 | Łącznie  | Pozycja |
| ----------- | ----------- | ------- | ------- | ------- | ------- | -------- | ------- |
| Roger White | Jedynki     | 55,674  | 54,546  | 54,842  | 58,000  | 3:43,062 | 32.     |

### Short track
Mężczyźni
| Zawodnik                                                      | Konkurencja          | Kwalifikacje | Kwalifikacje | Ćwierćfinał   | Ćwierćfinał   | Półfinał      | Półfinał      | Finał         | Finał   |
| Zawodnik                                                      | Konkurencja          | Czas         | Miejsce      | Czas          | Miejsce       | Czas          | Miejsce       | Czas          | Miejsce |
| ------------------------------------------------------------- | -------------------- | ------------ | ------------ | ------------- | ------------- | ------------- | ------------- | ------------- | ------- |
| Steven Bradbury                                               | Bieg na 500 metrów   | 45,43        | 2.           | 44,18         | 1.            | 1:03,51       | 4.            | 45,33         | 8.      |
| Richard Nizielski                                             | Bieg na 500 metrów   | 44,86        | 1.           | 45,57         | 4.            | Nie awansował | Nie awansował | Nie awansował | 10.     |
| Kieran Hansen                                                 | Bieg na 500 metrów   | 46,30        | 3.           | Nie awansował | Nie awansował | Nie awansował | Nie awansował | Nie awansował | 23.     |
| Kieran Hansen                                                 | Bieg na 1000 metrów  | 1:32,96      | 2.           | 1:32,34       | 3.            | Nie awansował | Nie awansował | Nie awansował | 12.     |
| Richard Nizielski                                             | Bieg na 1000 metrów  | 1:32,42      | 2.           | 1:29,93       | 4.            | Nie awansował | Nie awansował | Nie awansował | 13.     |
| Steven Bradbury                                               | Bieg na 1000 metrów  | 2:01,89      | 3.           | Nie awansował | Nie awansował | Nie awansował | Nie awansował | Nie awansował | 24.     |
| Steven Bradbury Kieran Hansen Andrew Murtha Richard Nizielski | Sztafeta 5000 metrów |              |              |               |               | 7:14,41       | 2.            | 7:13,37       | brąz    |

Kobiety
| Zawodniczka        | Konkurencja         | Kwalifikacje | Kwalifikacje | Ćwierćfinał | Ćwierćfinał | Półfinał       | Półfinał       | Finał          | Finał   |
| Zawodniczka        | Konkurencja         | Czas         | Miejsce      | Czas        | Miejsce     | Czas           | Miejsce        | Czas           | Miejsce |
| ------------------ | ------------------- | ------------ | ------------ | ----------- | ----------- | -------------- | -------------- | -------------- | ------- |
| Karen Gardiner-Kah | Bieg na 500 metrów  | 48,56        | 2.           | 47,90       | 3.          | Nie awansowała | Nie awansowała | Nie awansowała | 12.     |
| Karen Gardiner-Kah | Bieg na 1000 metrów | 1:41,64      | 1.           | 1:39,93     | 4.          | Nie awansowała | Nie awansowała | Nie awansowała | 11.     |